# Disteniazteca pilati
Disteniazteca pilati là một loài bọ cánh cứng trong họ Cerambycidae.